# SS Andrea Doria
SS Andrea Doria (udtalt [andrɛːa dɔːrja]) var en italiensk oceanliner, der sank i 1956 ud for USAs kyst.
Det blev bygget d. 16. juni 1951 i den italienske by Genova. Den 25. juli 1956, mens Andrea Doria nærmede sig kysten ved Nantucket, Massachusetts, på vej mod New York City, kolliderede hun med det østgående skib M/S Stockholm, som sejlede lige ind i siden på skibet. Cirka 1.660 passagerer blev reddet og 46 døde.
 Der er for få eller ingen kildehenvisninger i denne artikel, hvilket er et problem. Du kan hjælpe ved at angive troværdige kilder til de påstande, som fremføres i artiklen.

40°29′30″N 69°51′00″V / 40.4917°N 69.85°V